# Mistrzostwa Oceanii w Podnoszeniu Ciężarów 2021
Mistrzostwa Oceanii w Podnoszeniu Ciężarów 2021 – turniej, który odbył się w dniach 24-26 września 2021.

## Gospodarz i organizacja mistrzostw
Gospodarzem Mistrzostw Oceanii w Podnoszeniu Ciężarów 2020 miało być Nauru. Jednak z powodu pandemii COVID-19 zawody zostały przeniesione na 2021. W 2021 z powodu trwającej w dalszym ciągu pandemii i spowodowanej nią zamknięciem granic państwowych, zdecydowano o przeprowadzeniu turnieju za pośrednictwem łączy internetowych. Zawodnicy startowali w swoich krajach, pod okiem panelu sędziów, śledzących zawody za pomocą transmisji wideo. W każdym z krajów zapewniono kontrolę antydopingową.
Były to pierwsze w historii przeprowadzone wirtualne zawody, których wyniki zostały oficjalnie zatwierdzone przez Międzynarodową Federację Podnoszenia Ciężarów. Był to również pierwszy turniej online rangi mistrzostw kontynentu.
Do turnieju nie zgłoszono zawodników z Nowej Zelandii, Niue oraz Australijczyków z Nowej Południowej Walii, gdyż obostrzenia sanitarne w tych krajach (m.in. zakaz korzystania z siłowni) uniemożliwiły przygotowanie się do mistrzostw.

## Wyniki

### Kobiety
| Kategoria | Złoto                                                     | Złoto                                                     | Srebro                                                    | Srebro                                                    | Brąz                                                        | Brąz                                                        |
| Kategoria | Zawodniczka                                               | Wynik                                                     | Zawodniczka                                               | Wynik                                                     | Zawodniczka                                                 | Wynik                                                       |
| --------- | --------------------------------------------------------- | --------------------------------------------------------- | --------------------------------------------------------- | --------------------------------------------------------- | ----------------------------------------------------------- | ----------------------------------------------------------- |
| 45 kg     | Nie przyznano (żadna z zawodniczek nie zaliczyła dwuboju) | Nie przyznano (żadna z zawodniczek nie zaliczyła dwuboju) | Nie przyznano (żadna z zawodniczek nie zaliczyła dwuboju) | Nie przyznano (żadna z zawodniczek nie zaliczyła dwuboju) | Nie przyznano (żadna z zawodniczek nie zaliczyła dwuboju)   | Nie przyznano (żadna z zawodniczek nie zaliczyła dwuboju)   |
| 49 kg     | Thelma Toua · Papua-Nowa Gwinea                           | 130 kg                                                    | Nie przyznano (druga z zawodniczek nie zaliczyła dwuboju) | Nie przyznano (druga z zawodniczek nie zaliczyła dwuboju) | Nie przyznano (druga z zawodniczek nie zaliczyła dwuboju)   | Nie przyznano (druga z zawodniczek nie zaliczyła dwuboju)   |
| 55 kg     | Jenly Tegu Wini · Wyspy Salomona                          | 176 kg                                                    | My-Only Stephen · Nauru                                   | 143 kg                                                    | Jaylyn Mala · Wyspy Salomona                                | 110 kg                                                      |
| 59 kg     | Jacinta Sumagaysay · Guam                                 | 165 kg                                                    | Mary Kini Lifu · Wyspy Salomona                           | 145 kg                                                    | Betty Waneasi · Wyspy Salomona                              | 135 kg                                                      |
| 64 kg     | Sarah Cochrane · Australia                                | 220 kg                                                    | Bernice Detudamo · Nauru                                  | 138 kg                                                    | Nie przyznano (wystartowały jedynie dwie zawodniczki)       | Nie przyznano (wystartowały jedynie dwie zawodniczki)       |
| 71 kg     | Olivia Shelton · Australia                                | 207 kg                                                    | Darcy Kay · Australia                                     | 204 kg                                                    | Talemaiwasa Sebuita · Fidżi                                 | 138 kg                                                      |
| 76 kg     | Ebony Gorincu · Australia                                 | 208 kg                                                    | Maximina Uepa · Nauru                                     | 180 kg                                                    | Avatu Opeloge · Samoa                                       | 147 kg                                                      |
| 81 kg     | Antonette Labausa · Mariany Północne                      | 157 kg                                                    | Salome Manumua · Tonga                                    | 147 kg                                                    | Nie przyznano (trzecia z zawodniczek nie zaliczyła dwuboju) | Nie przyznano (trzecia z zawodniczek nie zaliczyła dwuboju) |
| 87 kg     | Eileen Cikamatana · Australia                             | 250 kg                                                    | Imoasina Pelenato · Samoa                                 | 159 kg                                                    | Nie przyznano (wystartowały jedynie dwie zawodniczki)       | Nie przyznano (wystartowały jedynie dwie zawodniczki)       |
| +87 kg    | Feagaiga Stowers · Samoa                                  | 258 kg                                                    | Iuniarra Sipaia · Samoa                                   | 248 kg                                                    | Kuinini Manumua · Tonga                                     | 220 kg                                                      |

### Mężczyźni
| Kategoria | Złoto                          | Złoto  | Srebro                             | Srebro | Brąz                                                  | Brąz                                                  |
| Kategoria | Zawodnik                       | Wynik  | Zawodnik                           | Wynik  | Zawodnik                                              | Wynik                                                 |
| --------- | ------------------------------ | ------ | ---------------------------------- | ------ | ----------------------------------------------------- | ----------------------------------------------------- |
| 61 kg     | Morea Baru · Papua-Nowa Gwinea | 265 kg | Shadrack Cain · Nauru              | 195 kg | Heni Udu · Papua-Nowa Gwinea                          | 185 kg                                                |
| 67 kg     | Vaipava Ioane · Samoa          | 289 kg | Ditto Ika · Nauru                  | 231 kg | Duncan Laulua · Samoa                                 | 205 kg                                                |
| 73 kg     | John Tafi · Samoa              | 284 kg | Ezekiel Moses · Nauru              | 277 kg | Ruben Katoatau · Kiribati                             | 250 kg                                                |
| 81 kg     | Leo Lark · Australia           | 295 kg | Larko Doguape · Nauru              | 275 kg | Igo Lohia · Papua-Nowa Gwinea                         | 260 kg                                                |
| 89 kg     | Beau Garrett · Australia       | 297 kg | Uea Detudamo · Nauru               | 272 kg | Toua Udia · Papua-Nowa Gwinea                         | 266 kg                                                |
| 96 kg     | Don Opeloge · Samoa            | 359 kg | David James · Australia            | 335 kg | Taniela Rainibogi · Fidżi                             | 312 kg                                                |
| 102 kg    | Jack Opeloge · Samoa           | 337 kg | David Katoatau · Kiribati          | 260 kg | Nie przyznano (wystartowało jedynie dwóch zawodników) | Nie przyznano (wystartowało jedynie dwóch zawodników) |
| 109 kg    | Petelo Lautusi · Samoa         | 343 kg | Matthew Lydement · Australia       | 330 kg | Tavita Leilua · Samoa                                 | 248 kg                                                |
| +109 kg   | Suamili Nanai · Australia      | 353 kg | David Barnhouse · Mariany Północne | 255 kg | Nie przyznano (wystartowało jedynie dwóch zawodników) | Nie przyznano (wystartowało jedynie dwóch zawodników) |

## Klasyfikacja medalowa
| Miejsce | Państwo           | Złoto | Srebro | Brąz | Razem |
| ------- | ----------------- | ----- | ------ | ---- | ----- |
| 1.      | Australia         | 7     | 3      | 0    | 10    |
| 2.      | Samoa             | 6     | 2      | 3    | 11    |
| 3.      | Papua-Nowa Gwinea | 2     | 0      | 3    | 5     |
| 4.      | Wyspy Salomona    | 1     | 1      | 2    | 4     |
| 5.      | Mariany Północne  | 1     | 1      | 0    | 2     |
| 6.      | Guam              | 1     | 0      | 0    | 1     |
| 7.      | Nauru             | 0     | 8      | 0    | 8     |
| 8.      | Kiribati          | 0     | 1      | 1    | 2     |
| 9.      | Tonga             | 0     | 1      | 1    | 2     |
| 10.     | Fidżi             | 0     | 0      | 2    | 2     |